# استدويهات أتلانتيك
قد كانت استوديوهات أتلانتيك (استوديو تسجيل أتلانتيك ريكوردز) . وعلى الرغم من أن استوديو التسجيل هذا كان يقع في برودواي (عند زاوية شارع الستين) 1841، وفي مدينة نيويورك، كانت استوديوهات أتلانتيك للتسجيل تقع في البداية في 234 ويست 56 ستريت من نوفمبر 1947 حتى منتصف عام 1956. وعندما يعود قرص شورتي روجرز العملاق البالغ 33.33 دورة في الدقيقة،المريخيين يعودون! تم إصداره في أغسطس 1956، وتم نقل عنوان استديوهات التسجيل الاطلسي إلى 157 W 57th شارع. كان الاستوديو أول من قام بالتسجيل في الاستريو بفضل جهود Tom Dowd.

## الاستوديوهات
وكان توم دود في الأيام الأولى لشركة أتلانتيك ريكوردز يقوم بالتسجيل في المكاتب. في الليل، وقد كانت المكاتب تُدفع مقابل الجدران وتتجمع مجموعات المغنين حول ميكروفون واحد أو اثنين في المكتب الداخلي، وسيكون في المكتب الخارجي يسجل مجموعات المغنين بجهاز تعديل الصوت صغير وجهاز تسجيل.
وفي عام 1958، أقنع توم دود امبيكس (وجيري ويكسلر) ببيع ثاني مسجل شرائط امبيكس ذي 8 مسارات اللذي تم تصنيعه على الإطلاق لشركة استديوهات الاطلسي، مما جعل أتلانتيك يتقدم على الاستوديوهات الأخرى لسنوات عديدة.
وفي عام 1959، انتقلت شركة التسجيل الاطلسي واستديوهات الاطلسي إلى 1841 . وكانت الاستوديوهات في المبنى المشترك في 11 غرب 60th شارع. عندما انتقلت شركة تسجيلات الاطلسي إلى مركز 75 (روك فيلر) في منتصف السبعينيات، وتوسعت استوديوهات اتلانتيك لتحتل الطابق الثاني بأكمله في كلا المبنيين. في أوائل الثمانينيات، توسعت الاستوديوهات إلى الطابق الثالث.
ويتكون مجمع الاستوديو في نهاية المطاف من استوديوين، وغرفة مختلطة، وغرفتي إتقان للقرص، وغرفتي تحرير ونسخ شرائط، وغرفتي نقل رقمي، وغرفة مراقبة الجودة لمنتجات تسجيلات اتلانتيك (45s ، LPs ، Cassettes ، 8-Tracks والأقراص المدمجة) ومكتبة شرائط (قبو شريط خارج الموقع) والعديد من المكاتب والصالات.

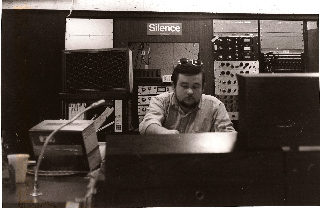
جين بول في أتلانتيك ريكوردز في السبعينيات

وكانت مساحة الاستوديو A - حوالي 50 × 30 × 15 بوصة، وغرفة تحكم 20 × 15 بوصة، ولاحقًا إعادة تصميم Hidley 24 × 24 بوصة. وكانت غرفة التحكم تحتوي على جيلين من وحدات التحكم MCI (وحدة التحكم «السوداء» ثم 528)، فيما بعد كانت غرفة التحكم Hidley تحتوي على Neve مخصص. كانت الشاشات بواسطة التيك و UREI و Hidley. وقام تومي دوود في وقت مبكر بتثبيت مصائد صوتية متغيرة أثرت على امتصاص التردد المنخفض ووقت الصدى في الاستوديو.
وكان الاستوديو B - حوالي 30 × 15 × 15 بوصة، غرفة التحكم 15 × 15 بوصة. وكانت لوحات المفاتيح MCI 528 ثم Neve ، وكانت المراقبة بواسطة التيك ثم UREI.
ثم الغرفة مختلطة - حوالي 15 '× 12' ، ولاحقًا غرفة مزيج جديدة ومقصورة صوتية مقاس 20 × 18 بوصة. كانت وحدات التحكم عبارة عن خلاط تجميع سلبي داخلي مكون من 16 قناة، ثم وحدة تحكم الاستديو A MCI «سوداء» أصلية، ثم تم شراء MCI 528 ثالثًا من استديوهات كرايتيريا، مع وحدة تحكم منطق الحالة الصلبة (SSL) في غرفة المزج الجديدة. وتم تسهيل المراقبة باستخدام شاشات التيك.
غرف الإتقان - أنظمة قص الأقراص Neumann و Scully ، ومراقبة Altec.
المسجلات الشريطية - امبيكس وسكولي و MCI وستيدر وسوني.
الميكروفونات - نيومان و (ا ك ج)و سنهايزر والكترو فويس وسوني وشور و (ر س أ).
المعدات الخارجية - دولبي وتيليترونيكس وبولتك ولانج وسبيكترا سونيك وايفينتايد واليسون للابحاث والصوت والتصميمالمحدودة وفير تشايلد.
الصدى - تم بناء غرفة صدى في الطابق السفلي من عام 1841 في برودواي، ولكن نادرًا ما تم استخدامها في السنوات اللاحقة؛ تم توفير الصدى بشكل أساسي بواسطة وحدات الصدى التناظرية والرقمية EMT.
أغلقت الاستوديوهات في عام 1990 وتم تغيير موقع غرف الإنتاج الرقمية والتناظرية الداخلية في تسجيلات اتلانتيك ومكتبة الأشرطة إلى غرب54th شارع.

## مؤسسو شركة أتلانتيك ريكوردز
- أحمد إرتغون
- نصوحي إرتغون
- هيرب أبرامسون (المطور المشارك للاستوديوهات.)

## إتقان
- ليد زيبلين الثاني - ليد زيبلين (1969)
- الحجيرة - جوني ميتشل (التاريخ غير معروف)
- ديانا - ديانا روس (1980)
- كو كو - ديبي هاري (1981)
- Soup For One - الموسيقى التصويرية لفيلم "Soup For One" (التاريخ غير معروف)
- قصة داخلية - جريس جونز (بقلم باري ديامينت، التاريخ غير معروف)